# Luis Balbuena

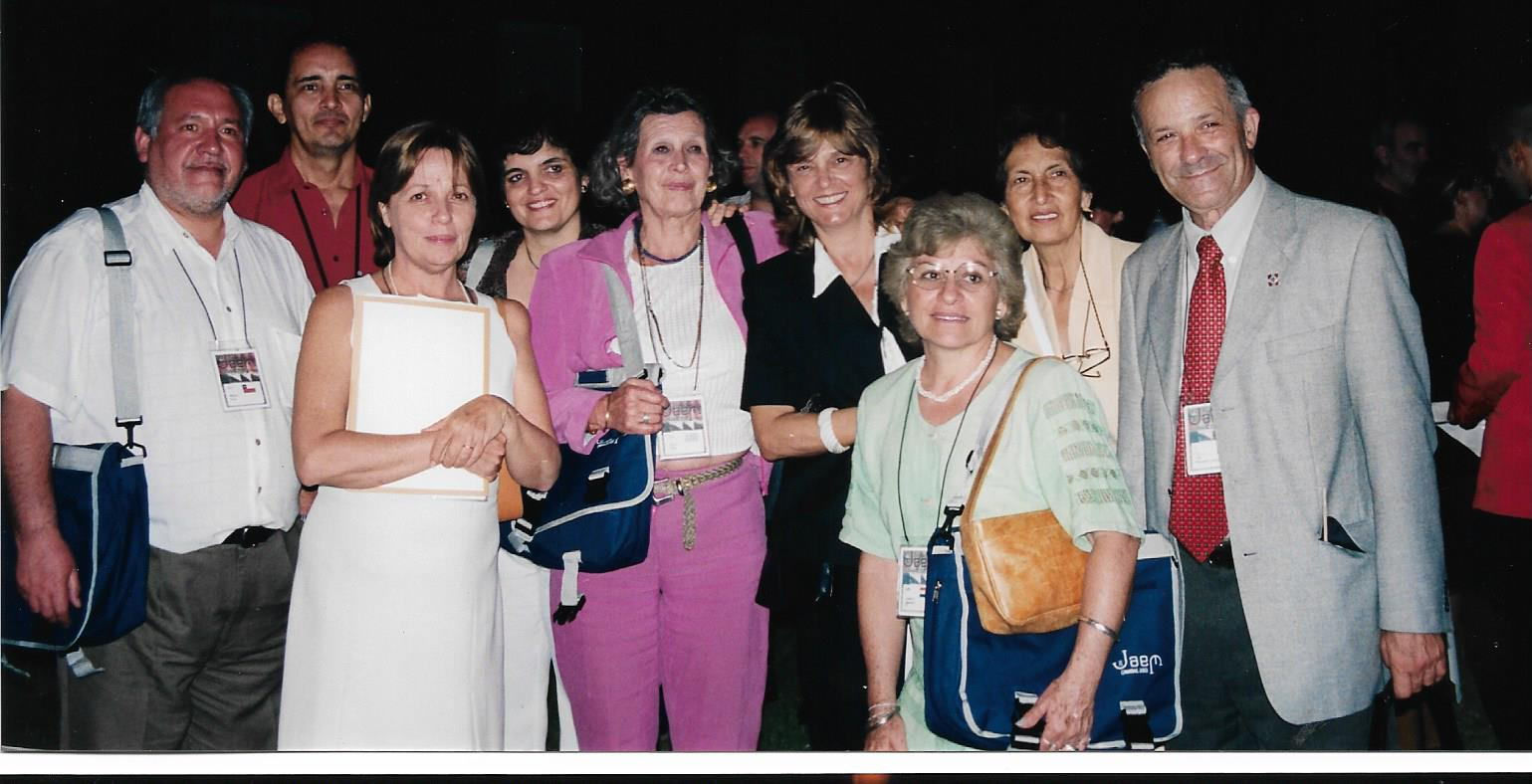
Creación de la FISEM, Puerto de la Cruz (Tenerife), 2003

Luis Ramón Balbuena Castellano (Fontanales, Moya, Gran Canaria, 22 de enero de 1945) es un matemático, profesor, escritor y político español del Gobierno de Canarias.

## Biografía
Luis es maestro nacional y licenciado en matemáticas por la Universidad de Santiago de Compostela. Fue profesor de la Facultad de Matemáticas de La Laguna (1969-1975), catedrático de matemáticas de enseñanza secundaria (1975-2005) con destinos en los institutos femenino de Huelva, Antonio González de Tejina y Viera y Clavijo de La Laguna. Durante el ejercicio de la profesión, ganó diversos premios por trabajos relacionados con la enseñanza de las matemáticas entre ellos, cuatro premios Giner de los Ríos y promovió actividades diversas de dinamización matemática. En 2000 propuso la creación del 12 de mayo como Día Escolar de las Matemáticas. Ha publicado libros relacionados especialmente con la Educación Matemática así como numerosos artículos en revistas especializadas y periódicos. Ha realizado trabajos de divulgación científica en prensa, radio y televisión.
En 1977 promovió con tres profesores más (Ángel Isidoro, Manuel Linares y Antonio Martinón), la creación de la Sociedad Canaria Isaac Newton de Profesores de Matemáticas, primera de este tipo en España, de la que fue su primer secretario general (SG).  En 1989 se crea la Federación Española de Sociedades de Profesores de Matemáticas (FESPM) de la que es SG (1991,1996). La Junta de Gobierno le nombra vocal para las relaciones con Iberoamérica, centrando sus esfuerzos en la creación de la FISEM (Federación Iberoamericana de Sociedades de Educación Matemática) que culminan en 2003 con la puesta en marcha de esta organización en Puerto de la Cruz (Tenerife). Es elegido Secretario General (2003, 2010), con la profesora Celia Carolino (Brasil) como presidenta.
En el periodo 1983-1987 ocupa la cartera de Educación del primer gobierno autonómico de Canarias presidido por el socialista Jerónimo Saavedra. Además de los temas relacionados con la organización de la Consejería, desarrolló un ambicioso programa de construcciones escolares que terminó con la precariedad de la red de centros públicos. 
Entre 1991 y 1995 fue concejal del Ayuntamiento de San Cristóbal de La Laguna, siendo alcalde José Segura Clavell.
Primer director de la revista NÚMEROS (1981), de la Sociedad Canaria de Profesorado de Matemáticas y primer codirector (con el profesor Antonio Martinón), de la revista UNIÓN (2005) que edita la FISEM. Ha participado en eventos relacionados con la Educación Matemática tanto en España como en Iberoamérica.
Es patrono de FUNCASOR (Fundación Canaria para las personas con sordera y sus familias, de la fue Presidente y es Presidente de Honor) y de la Fundación Canaria Carlos Salvador y Beatriz (de la que es Vicepresidente). 

Desde marzo de 2022 la Sociedad de Profesores que fundó, pasó a llamarse Sociedad Canaria de Profesorado de Matemáticas "Luis Balbuena Castellano".

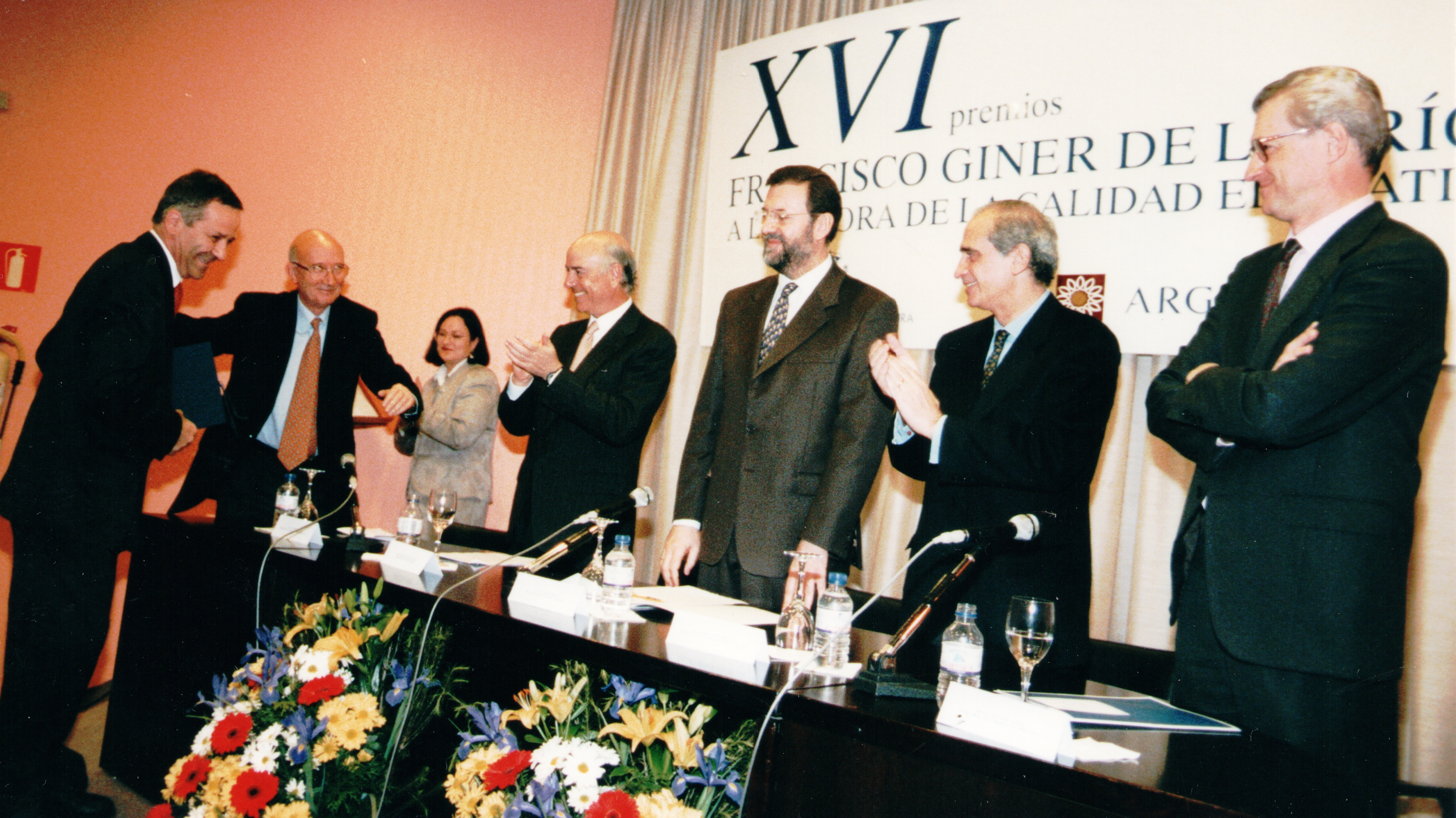
Entrega Premio Giner de los Ríos en 1999

## Premios

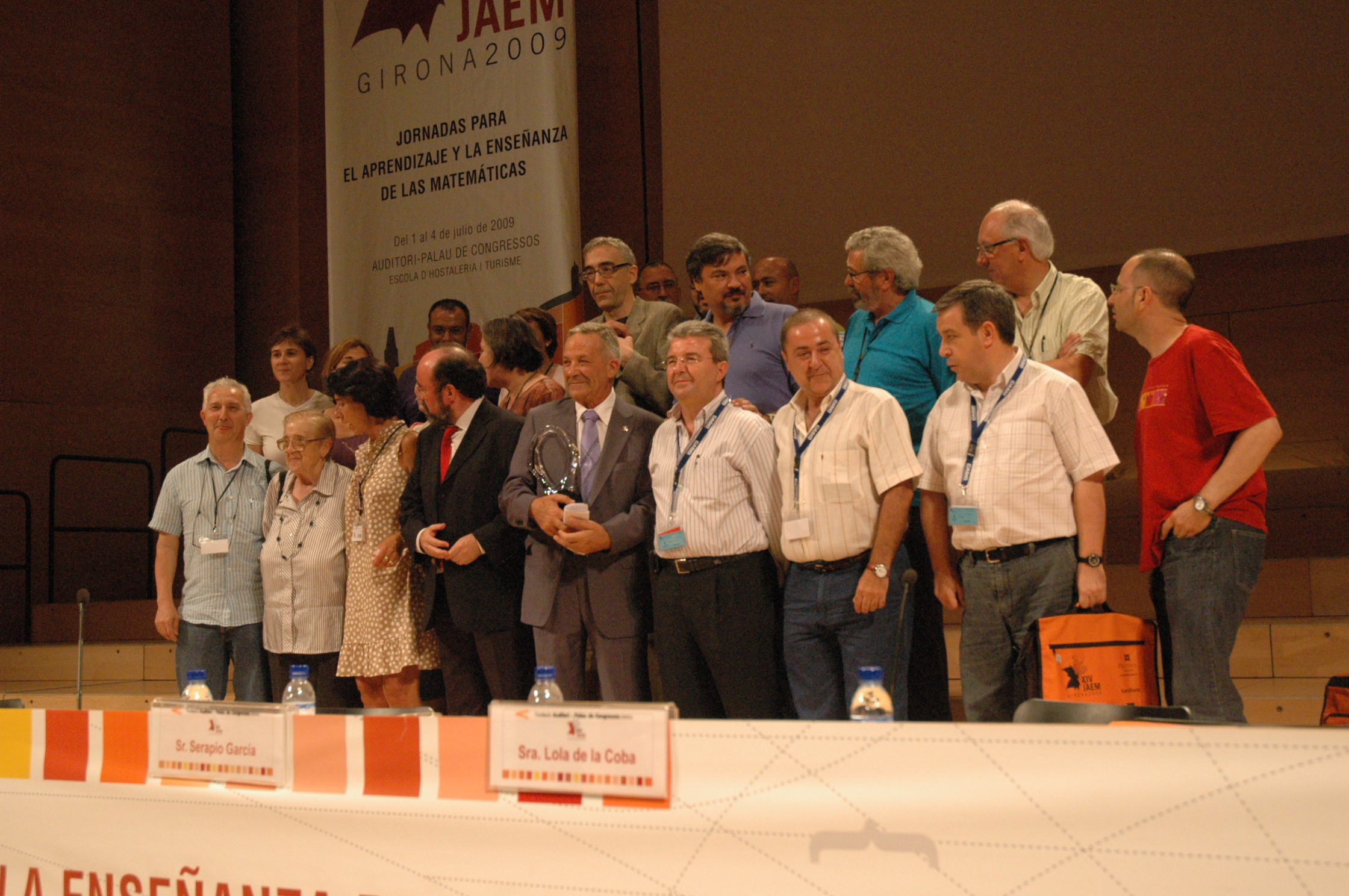
Entrega Premio Gonzalo Sánchez Vázquez 2009

- Entrega Premio Gonzalo Sánchez Vázquez 2009Premio XXV aniversario, Federación APAS Galdós, Las Palmas de Gran Canaria, 2003.
- Premio Internacional CICOP, Centro Internacional de Conservación del Patrimonio CICOP, Sevilla, 2008.
- Premio Gonzalo Sánchez Vázquez a la labor docente y los valores humanos, FESPM, Girona, 2009.
- Premio Alonso Nava y Grimón, Asociación de Antiguos Alumnos y Amigos de la Universidad de La Laguna, 2012.

- Cuatro premios Giner de los Ríos a la innovación educativa. Convoca el Ministerio de Educación y Ciencia. Financia el BBVA.     Títulos:

        La Semana de Matemáticas (1994).
        La medida del tiempo a través del tiempo (1995).
        Un sorbito de ciencia (1998).
        La geometría en los calados canarios (2000).
- Premios de Educación e Inventiva. Convoca la Consejería de Educación del Gobierno de Canarias. Títulos:

        Las Celosías: una geometría alcanzable (1994).
        Recreando Matemáticas (1995).
        Catálogo de relojes de sol de Canarias (1998).
- Premio Espiral Internacional a la trayectoria docente (2024).
- Premio de la Feria de la Ciencia de la Orotava, Tenerife (modalidad de "Enseñanza" 2024).

Menciones especiales:
- Los Cuarenta Principales (1996)
- El fascinante mundo de Egipto (1997)
- Concurso de Fotografía Matemática, primer premio. Sociedad Madrileña de Educación Matemática Emma Castelnuovo, Madrid, 1995.
- Unidades didácticas sobre El Quijote, con Juan Emilio García Jiménez. Consejería de Educación y Ciencia, Junta de Castilla-La Mancha, 2005.

## Distinciones
- Condecoraciones:
  -         Chevalier dans l´Ordre des Palmes Académiques, Gobierno de Francia, 1986.
  -         Encomienda con Placa de Alfonso X el Sabio,[2] Gobierno de España, 1996.
  -         Medalla Viera y Clavijo al mérito docente, Gobierno de Canarias, 2000.
  -         Insignia de Oro, Sociedad Canaria Isaac Newton de Profesores de Matemáticas, 2001.
  -         Medalla de Oro de la Universidad de Educación Enrique Guzmán y Valle, La Cantuta, Chosica, Perú, 2002
  - Medalla de oro del Gobierno de Canarias 2015.[3][4]

- Socio de honor de:
  -         Sociedad Argentina de Educación Matemática (SOAREM), 2000.
  -         Sociedad de Educación Matemática de Uruguay (SEMUR), 2000.
  -         Sociedad Peruana de Educación Matemática (SOPEMAT), 2001.

- Distinguido de Radio ECCA, 2007.
- Hijo Adoptivo de la Isla de Tenerife, Cabildo Insular de Tenerife, 2009.
- Hijo predilecto de la Villa de Moya, Excmo. Ayuntamiento de Moya, 2015.
- Distinguido 2016, FUNCASOR (Fundación Canaria para las personas con sordera y sus familias), Tegueste, Tenerife, 2016.

## Publicaciones

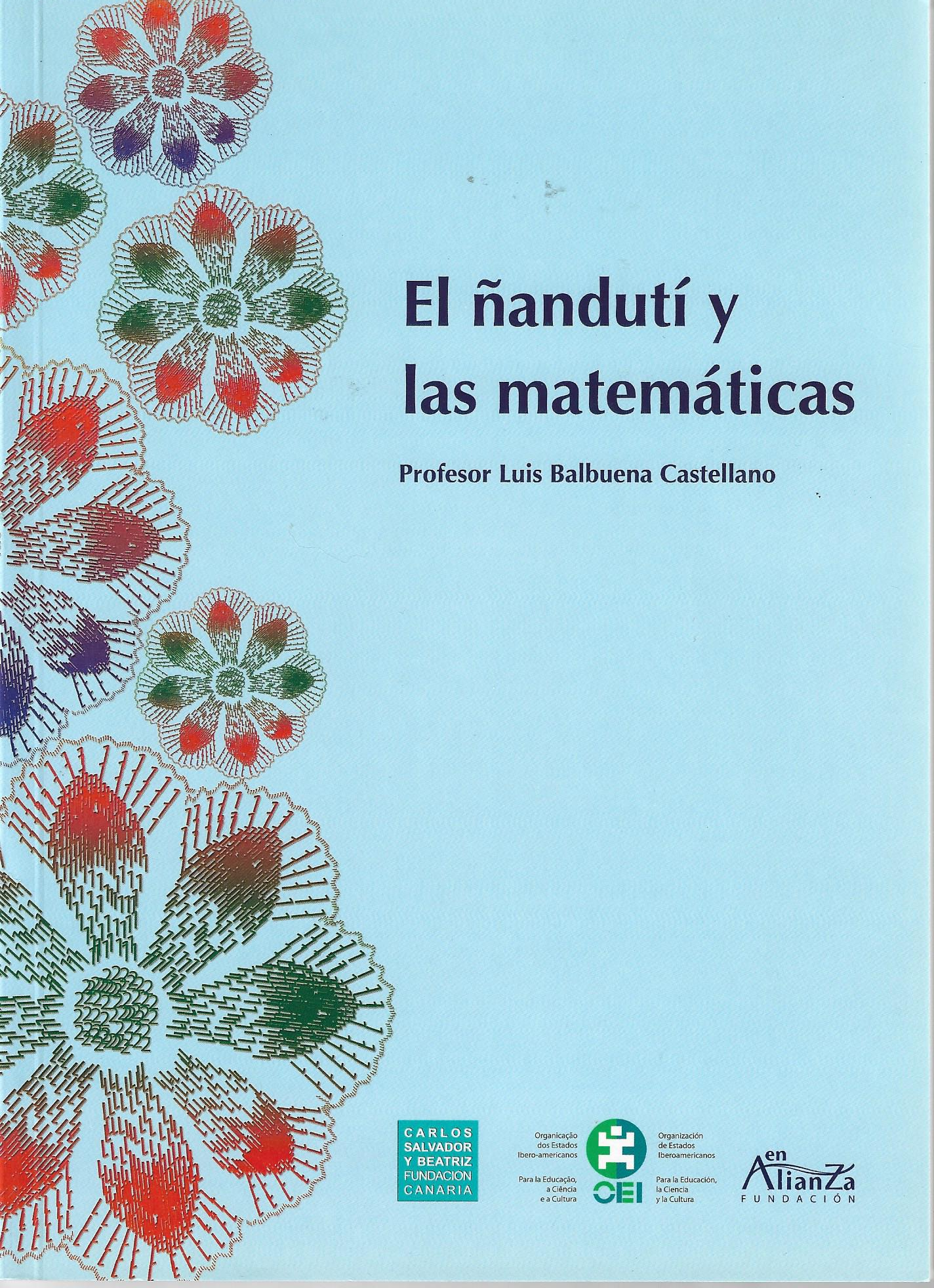
Portada del libro El ñandutí y las matemáticas

- Horizontes Matemáticos, guía de la exposición con Dolores de la Coba. SCPM Isaac Newton, 1989.
- Palillos, aceitunas y refrescos matemáticos, con Luis Cutillas y Dolores de la Coba. Editorial Rubes, Barcelona,1997.
- Naciones y banderas, Proyecto Sur Ediciones, Granada, 1999.
- Celosías, una geometría alcanzable, Consejería de Educación del Gobierno de Canarias, Premio Educación e Inventiva de 1994.
- La divulgación de las Matemáticas en la prensa con Luis Cutillas, Consejería de Educación del Gobierno de Canarias, 2001.
- Geometría de los calados canarios, con Dolores de la Coba García. Cajacanarias, 2003.Portada del Libro Cervantes, Don Quijote y las matemáticas

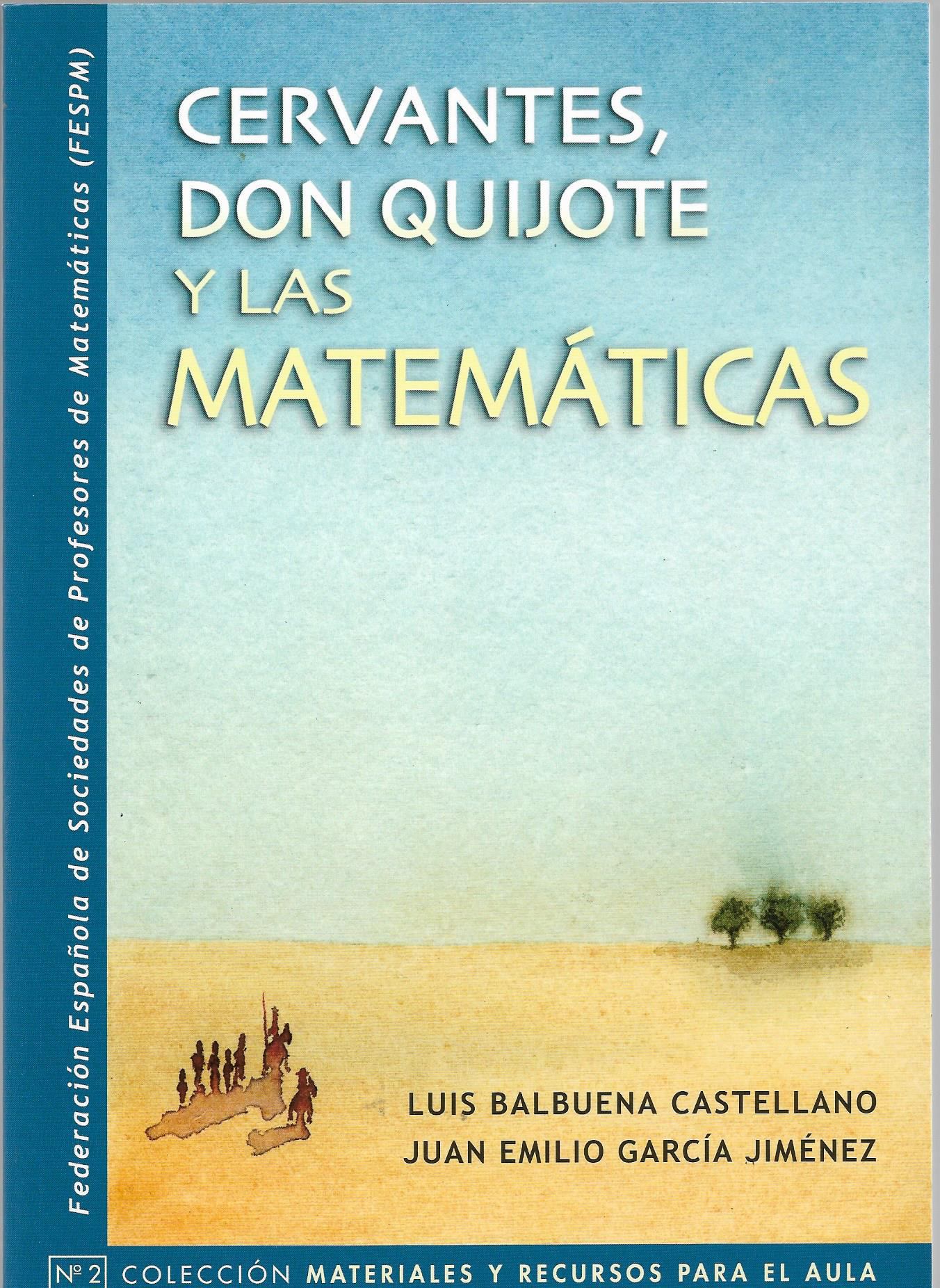
Portada del Libro Cervantes, Don Quijote y las matemáticas

- El profesor de Matemáticas en un instituto de Enseñanza Secundaria, L. Balbuena,   L. Cutillas, L. de la Coba García. Proyecto Sur de Ediciones, Granada, 2003.
- Guía matemática de San Cristóbal de La Laguna, tercera edición, bilingüe. Fundación Canaria Carlos     Salvador y Beatriz, 2021.
- El ñandutí y las matemáticas. Fundación Alianza, Asunción, Paraguay, 2009.

- Cervantes, Don Quijote y las matemáticas, con Juan Emilio García Jiménez. FESPM, 2014.

- Ideas y recursos para aprender matemáticas. FESPM, 2020.

ARTICULOS:
- Las matemáticas y los medios audiovisuales (M.A.V.). Revista de Bachillerato, nº 9. 1979.
- Aportaciones al concepto de sucesión, Boletín de la SC Isaac Newton PM, 1979.

- Enseñanza e investigación, Revista de Bachillerato, nº 23, 1982.
- Acercamiento al problema de la representación de la tercera dimensión, con Francisco Aznar Vallejo.II JAEM, Sevilla, 1982.
- XII Premios Giner de los Ríos: La Semana Matemática, 1995.
- XVI Premios Giner de los Río. Un sorbito de ciencia. Con Dolores de la Coba García, 1998.
- XVIII Premios Giner de los Ríos: Lecciones de Geometría.Los calados,  recursos para una clase de Matemáticas. Con Dolores de la Coba García. 2003.
- El perfil social del profesor de matemáticas, IV Jornadas Andaluzas,Sociedad Thales.
- La Torre de Hanoi y el mandato de Brahma, Universidad de La Laguna, 1996.
- La medida del tiempo a través del tiempo, L. Balbuena, L. Cutillas , L. de la Coba, SUMA, vol. 23, 1996.
- Perfiles para la Educación Matemática, (Dedicado a Gonzalo Sánchez Vázquez), Épsilon, Sociedad Thales nº 38, 1997.
- El profesor de matemáticas, mis reflexiones, Revista UNO, nº 17, 1998.
- El año 2000, Año Mundial de las Matemáticas, desde mi aula, I Conferencia Argentina de Educación Matemática, Buenos Aires, 1999.
- Canary Island Openwork. Tradition and science, revista INSULA, UNESCO, París, 2002.
- El Quijote y las Matemáticas,16 artículos publicados en La Opinión de Tenerife, 2004.
- Cruces e Matemáticas, AGAPEMA, Sociedad Gallega de Educación Matemática, 2006.
- Martín Fierro y las matemáticas, revista Uno nº 50.

## Divulgación
- Números y figuras, periódicos El Día de Santa Cruz de Tenerife y La Provincia de Las Palmas de GC, 1989-90.
- Dos-Pi-Erre, 14 videos (Primera parte) y 13 videos (segunda parte) TV Canal 7 del Atlántico, Santa Cruz de Tenerife, 2001-02.
- Un sorbito de ciencia,(COPE-Tenerife) 1996-2000 enero a junio, media hora semanal.
- Entrevistas a mujeres científicas de todos los tiempos, con Isabel Borges, Radio ECCA, Santa Cruz de Tenerife), 2003-2004.
- Enróllate con la ciencia, Radio Candelaria, Tenerife, 2006-2008.
- Colección de marcalibros sobre temas matemáticos: calados y frisos, rosetones, La Laguna y las matemáticas, matemáticos, matemáticas, relojes de sol, constelaciones, etc.

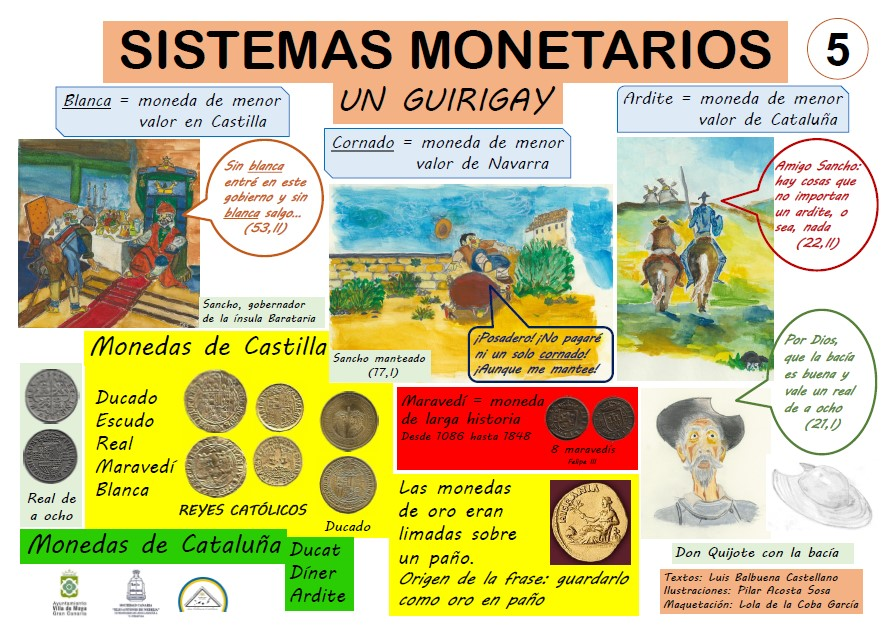
Imagen de la exposición Cervantes, El Quijote y las matemáticas 2023. Ilustraciones por Pilar Acos

## Exposiciones
- Calados y matemáticas, 2000.

- La medida del tiempo a través del tiempo, 1999.
- Los 40 principales, una aproximación a la historia de la humanidad a través de sus grandes personajes, 2002

- Copia manuscrita e ilustrada de El Quijote (primera parte), con mil ochocientos alumnos y alumnas y un centenar de docentes. Con Juana Cabrera Márquez. Depositada en el Museo de El Quijote del IES Mencey     Acaymo de Güimar, Tenerife. 2004-05.

- Relojes de sol de Canarias, con Lola de la Coba, Luis Cutillas y Luis Ramírez. 2007.
- Las cruces, matemáticas en este elemento cultural, 2016
- Cervantes, El Quijote y las matemáticas 2023